# Operación Plus Ultra
Operación Plus Ultra fue un programa de radio español de la Cadena SER en los años 60. Tuvo su origen el programa Todo para los chicos creado por Joaquín Peláez, en el mes de mayo de 1962.
A partir del programa surgió la idea de la Operación Plus Ultra (1963), que consistía en pasear a 16 niños por toda España. En los lugares a donde iban los niños eran agasajados con actos en su honor. Los 16 niños eran escogidos atendiendo a sus valores humanos por diferentes motivos (salvar a personas que se iban a ahogar, ayudar a los demás, etc.).
Dio también origen a una película con el mismo nombre.
- Datos: Q6051422